# Sabinian Derecki
Sabinian Derecki, imię chrzestne Mikołaj (ur. 7 grudnia 1832 w Lubartowie, zm. 5 maja 1895 w Łomży) – polski duchowny katolicki, kapucyn.
Do zakonu kapucynów (prowincji polskiej) wstąpił w rodzinnym Lubartowie 31 października 1848, równo rok później złożył tamże śluby zakonne. Święcenia kapłańskie przyjął 26 grudnia 1855 w Warszawie. W warszawskim klasztorze pełnił m.in. obowiązki wikarego (1860) i lektora teologii (1860-1864). W latach 1855–1856 prowadził kurs retoryki.
W okresie pełnienia funkcji przez ostatniego gwardiana klasztoru w Warszawie ojca Alberyka Gerbana (1862-1864) był wśród kilku kapucynów, wyznaczonych do niesienia posługi duszpasterskiej więźniom Cytadeli. Do jego obowiązków należało głównie dysponowanie na śmierć skazańców, i w tym charakterze 5 sierpnia 1864 towarzyszył w drodze na stracenie Romualdowi Trauguttowi. Krzyż, trzymany przez Traugutta do ostatnich chwil życia, spowiednik przekazał po egzekucji innemu więźniowi, a potem trafił on do rąk wdowy po straconym. W wielu opracowaniach spowiednik Traugutta figuruje pod omyłkowym imieniem Serafin; kapucyna o tym imieniu nie było w ogóle w tym czasie w prowincji polskiej.
W 1864 klasztor w Warszawie uległ kasacie. Ojciec Derecki trafił do Łomży, gdzie przez pewien czas pełnił obowiązki gwardiana. Przeprowadził w Łomży remont kościoła i klasztoru, cieszył się opinią opiekuna ubogich i świątobliwego zakonnika. W Bibliotece Prowincji Warszawskiej ojców kapucynów w Nowym Mieście nad Pilicą pozostały w rękopisie zapiski – cytaty, nekrologi, wiersze i inne – przypisywane Dereckiemu, autorstwo jego nie jest jednak pewne. 